# 浴新南街道
浴新南街道，是中华人民共和国河北省邯郸市邯山区下辖的一个乡镇级行政单位。

## 行政区划
浴新南街道下辖以下地区：
陵西南社区、水文队社区、公安院社区、邯峰社区、浴新南社区、罗二社区、干河沟社区和绿德源社区。